# 500-talet f.Kr. (decennium)

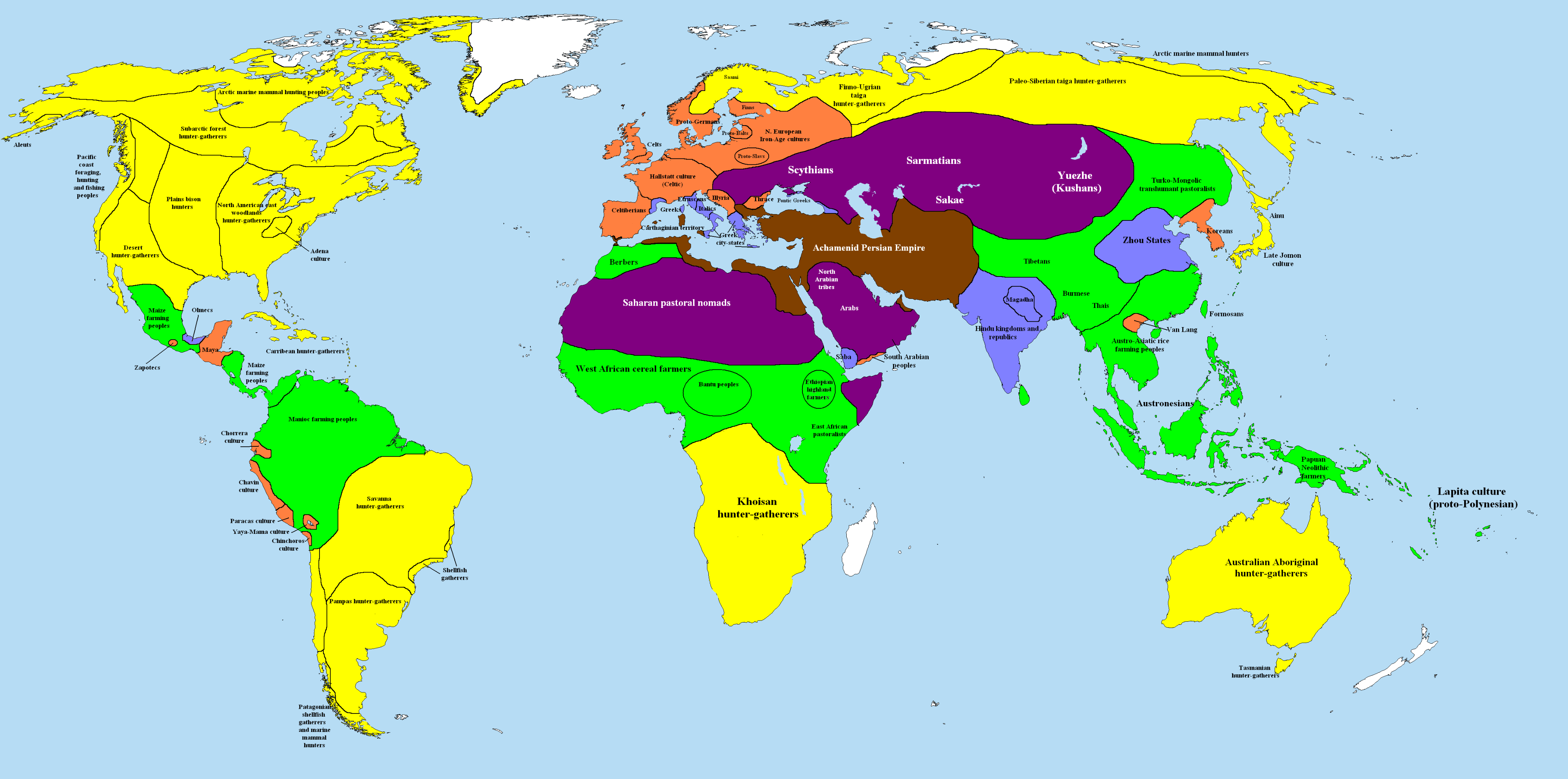
Världen 500 f.Kr.

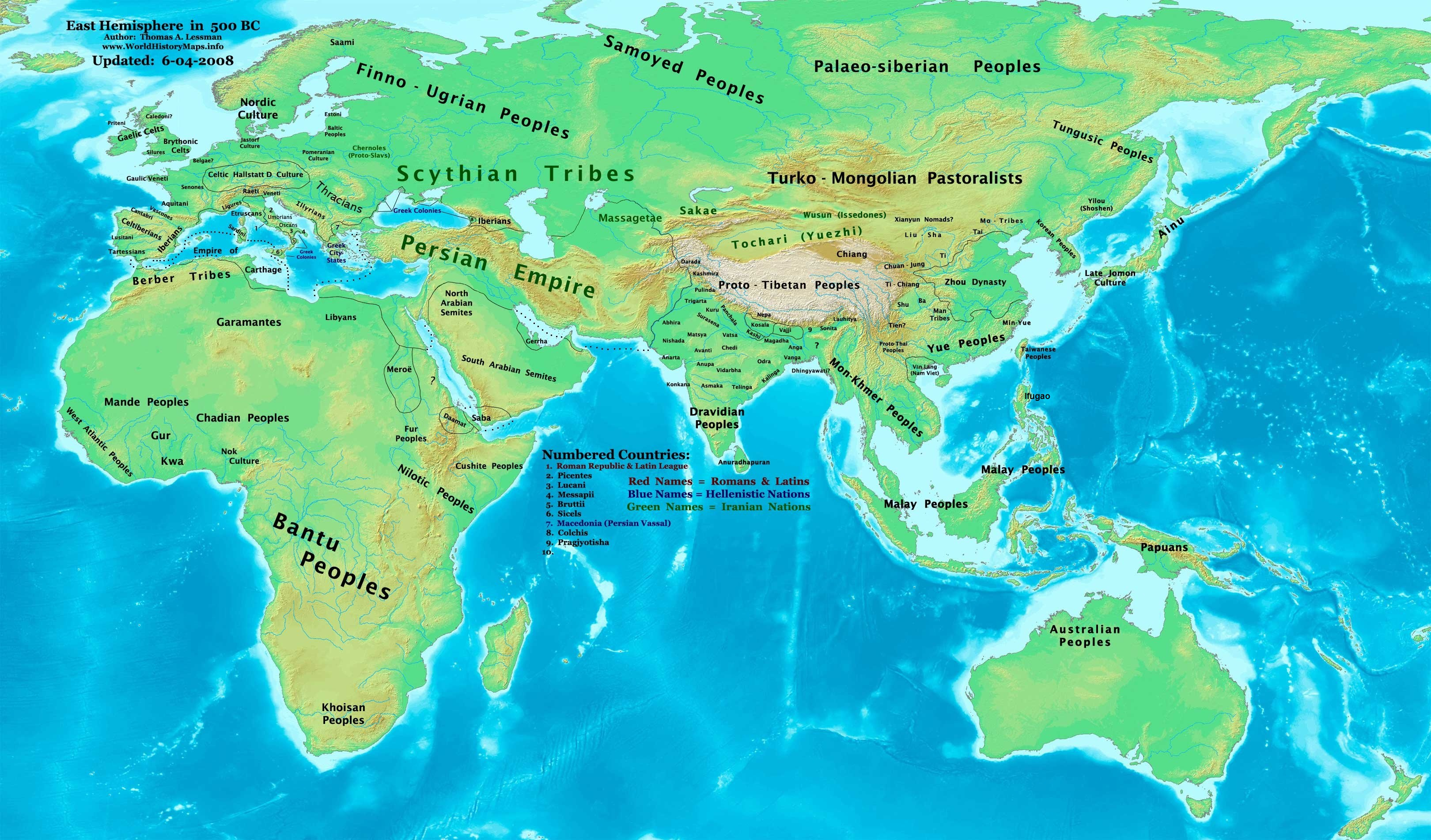
Gamla världen 500 f.Kr.

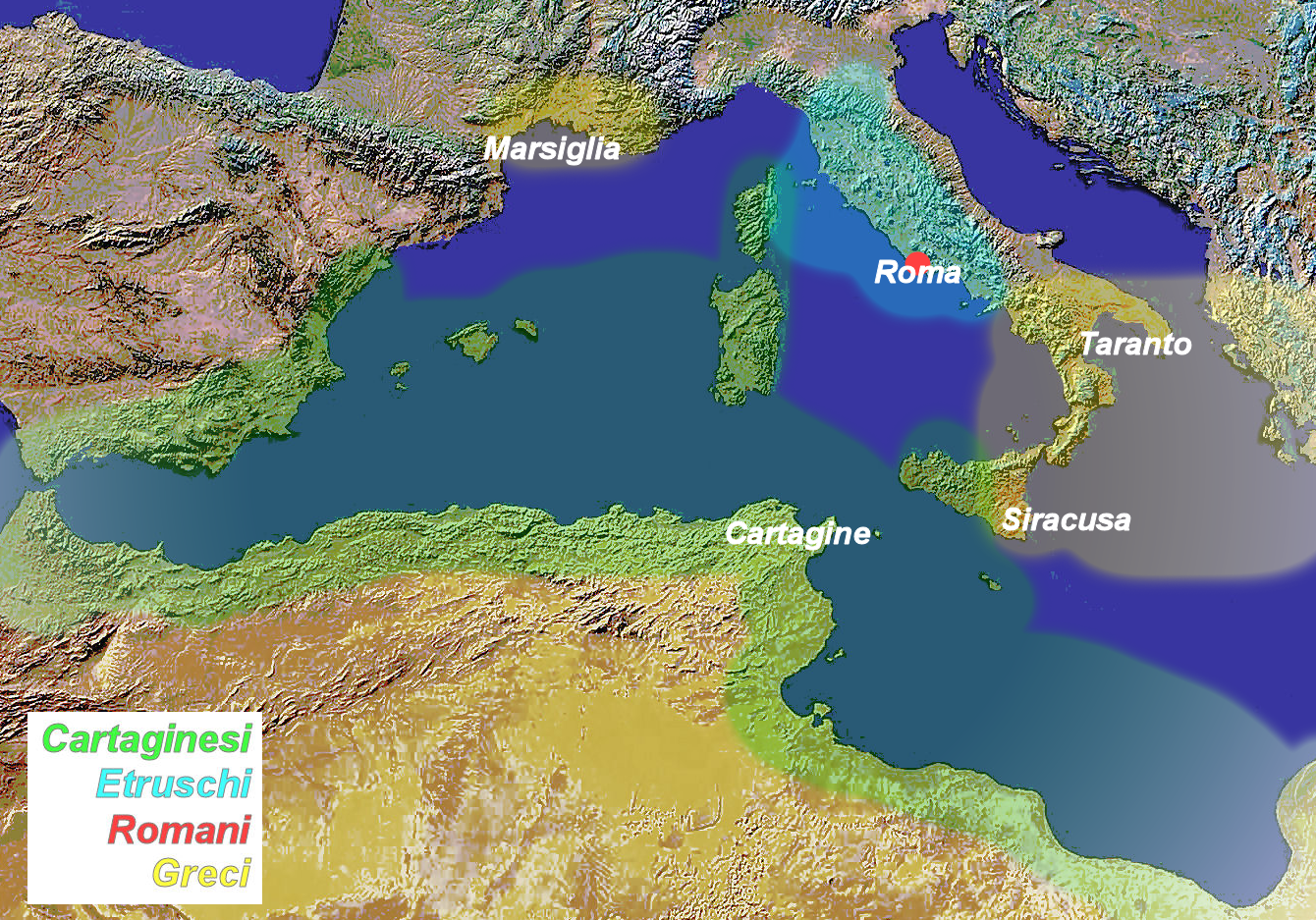
Västra Medelhavet 509 f.Kr.

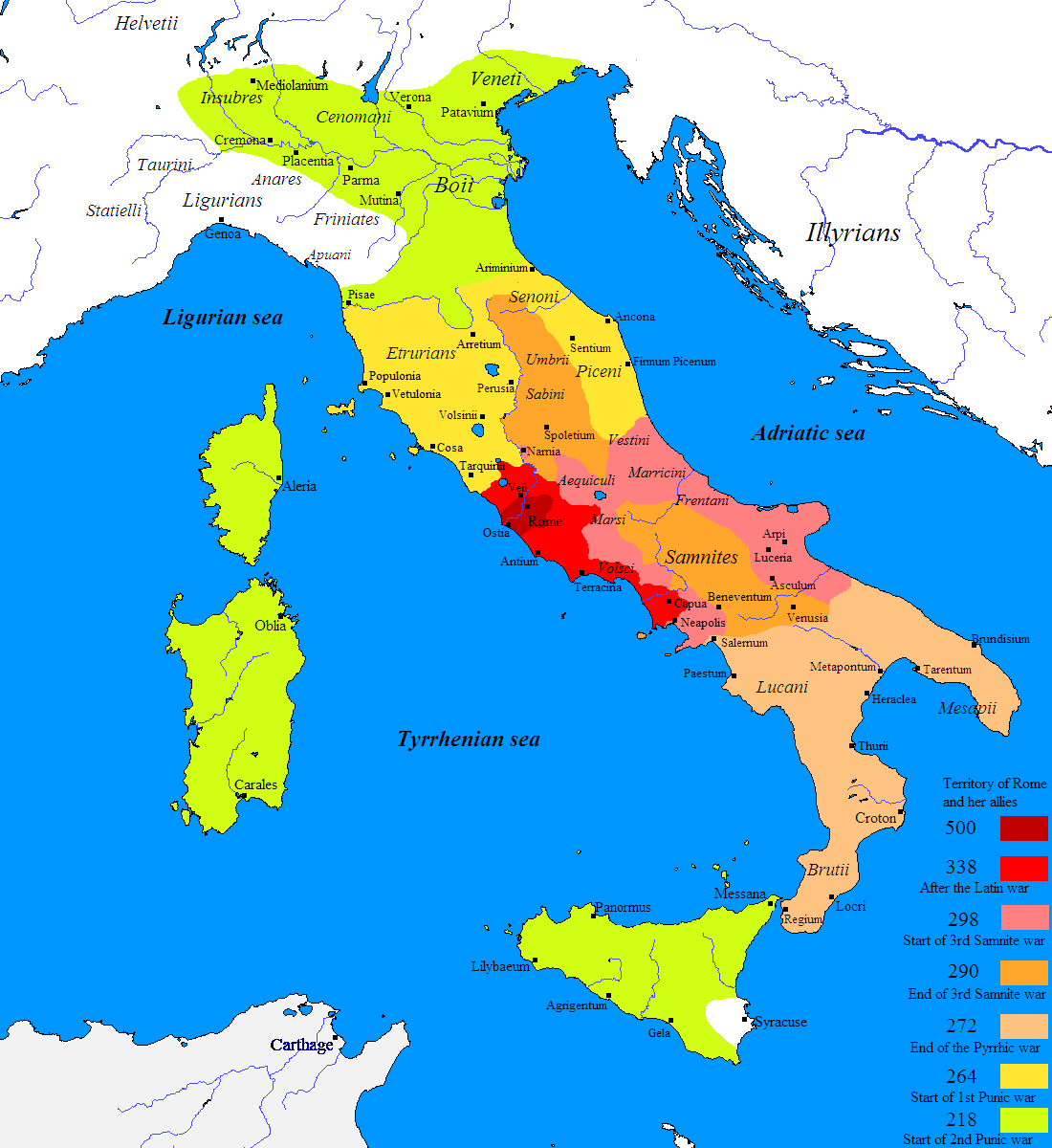
Italienska republiken 500 f.Kr. (mörkrött)

## Händelser
- 509 f.Kr.
  - Roms sjunde och siste kung Lucius Tarquinius Superbus avsätts och fördrivs.[1]
  - Den romerska republiken grundas av Lucius Junius Brutus.[1]
  - Karthago och Rom skriver på en överenskommelse där vilken Karthago erkänner den romerska dominansen i Latium, och romarna erkänner Karthagos överhöghet över Sicilien, Sardinien och i Nordafrika, och romarna förbinder sig att inte bedriva handel i västra Medelhavet.[1]
  - 13 september – Jupitertemplet på Roms Capitoliumkulle invigs på ides i september.[1]
- 508 f.Kr. – Tjänsten pontifex maximus instiftas i Rom.
- 507 f.Kr. – Reformatorn Kleisthenes tar makten och utökar demokratin i Aten.
- 506 f.Kr.
  - Styrkor från kungariket Wu under Sun Zi besegrar styrkor från Chu i slaget vid Bai ju.
  - Aten startar en ny form av kolonier, klerukierna. Då de tidigare kolonierna, apoikierna, blivit egena stadsstater efter bildandet, är den nya staden inte autonom och medborgarna behåller sitt atenska medborgarskap betalar skatt till Aten och gör militärtjänst åt Aten.[1]
  - Aten besegrar Chalcis, som koloniseras.[1]
  - Aegina, mmellan Aten och Korinth, går i krig med Aten.[1]
- 505 f.Kr.
  - Det första paret romerska konsuler väljs.
  - Aristodemos från Cumae hjälper latinerna att slå tillbaka etruskerna vid Aricia.[1]
  - Kleandros, son till Pantares som hade vunnit i fyrspann vid olympiska spelen, griper makten i Gela.[1]
- 504 f.Kr.
  - Claudius Sabinus Inregillensis Appius, anfader till Claudiussläktet, flyttar till Rom från sabinskt område.[1]
  - Hinduiske prinsen Viaya  från nordöstra Indien erövrar Sri Lanka och underkastar urinvånarna, veddafolket.[1]
  - Kleomenes I gör försöker återinsätta Hippias i ett nytt försök att motarbeta alkmeoniderna i Aten, men misslyckades.[1]
- 503 f.Kr. – Menenius Lanatus Agrippa blir konsul i Rom.[1]
- 502 f.Kr.
  - 4 december – En solförmörkelse inträffar i Egypten (enligt en uträkning; det finns inga nedtecknade ögonvittnesskildringar av händelsen).
  - Latinska förbundet besegrar den etruskiska civilisationen under Lars Porsena vid Aricia.
  - Grekiska Naxos gör uppror mot den persiska dominansen, vilket blir inledningen till det Joniska upproret.
  - Cassius Vecellinus Spurius blir för första gången konsul i Rom.[1]
- 501 f.Kr.
  - Kleisthenes reformerar demokratin i Aten. Man börjar välja 10 årliga 10 strateger, en från varje fyle, vilka även fungerar som militära ledare för fylens enheter.[1]
  - Karthagerna intar Cadiz, handelsplats för främst allt bärnsten och tenn, grundad av fenicierna runt 1 000-talet f.Kr.[1]
  - Naxos anfalls av Persien.
  - Som en reaktion på hot från sabinerna, skapar romarna tjänsten diktator.
  - Konfucius utnämns till guvernör av Chung-tu.
  - Gadir (nuvarande Cádiz) erövras av Karthago (omkring detta år).
- 500 f.Kr.
  - Bantutalande folk invandrar till sydvästra Uganda västerifrån (omkring detta år).
  - Flyktingar från Teos slår sig ner i Abdera i Thrakien.
  - Kung Dareios I av Persien bestämmer att arameiska skall vara officiellt språk i västra halvan av hans rike.
  - Den första republiken i indiska Vaishali Bihar grundas.
  - Den nordiska bronsåldern övergår enligt Oscar Montelius system i förromersk järnålder (vid denna tid).
  - De persiska krigen inleds.
  - Mahavira grundar jainismen.
  - Den indiska staden Benares grundas.
  - Apadanapalatset byggs runt denna tid.[1]
  - Aymaráindianerna i Sydamerika grundar Pucara.[1]
  - Rundpyramiden upprättas av Cuicuilco av Tlatico-kulturen.[1]
  - Bahiakulturen uppstår i Manabí, och innebar starkt kulturellt framsteg jämfört med den tidigare Chorrerakulturen.[1]
  - Messenierna i sydvästliga Peloponnes gör uppror mot Sparta, men upproret slås ned.[1]
  - Kelterna bosätter sig i Vêdunja.[1]
  - Kinesiske generalen Sun Tzu skriver Krigskonsten.[1]
  - Perserna försöker erövra Naxos, till en början dock utan framgång.[1]
  - Kartagerna förstörr kungariket Tartessos vid floden Baetis.[1]
  - Konfucius blir justitieminister i Lu.[1]
  - På Irland tillber man vid denna tid gudinnan Aine i flera byar i nära Munster och Connaught.[1]
- Gutaiistammen uppstår vid denna tid i mellersta och södra Afrika.

## Födda
- 505 f.Kr. – Zengcius, kinesisk filosof (död 436 f.Kr.)

## Avlidna
- 505 f.Kr. – Kleisthenes[1]
- 503 f.Kr. – Publius Valerius Publicola, en av Romerska republikens grundare.[1]
- 500 f.Kr. – Pythagoras, grekisk matematiker.[1]

### Fotnoter
1. 1 2 3 4 5 6 7 8 9 10 11 12 13 14 15 16 17 18 19 20 21 22 23 24 25 26 27 28 29 30  ”För 100 generationer sedan”. augusti 1996-september 2008. http://www.werbeka.com/bibliote/500tal/510bc.htm. Läst 18 juli 2011.